# Glenea trimaculipennis
Glenea trimaculipennis är en skalbaggsart som beskrevs av Stefan von Breuning 1959. Glenea trimaculipennis ingår i släktet Glenea och familjen långhorningar.
Artens utbredningsområde är Filippinerna. Inga underarter finns listade i Catalogue of Life.